# Zhang Jinglong
Zhang Jinglong, né le 22 novembre 1961, est un athlète chinois, spécialiste du lancer du disque.

## Biographie
Il remporte la médaille d'or du lancer du disque lors des championnats d'Asie 1989, à New Delhi, avec la marque de 57,12 m. L'année suivante, il remporte les Jeux asiatiques à Pékin.

### Palmarès
| Date | Compétition         | Lieu      | Résultat | Épreuve          | Performance |
| ---- | ------------------- | --------- | -------- | ---------------- | ----------- |
| 1989 | Championnats d'Asie | New Delhi | 1er      | Lancer du disque | 57,12 m     |
| 1990 | Jeux asiatiques     | Pékin     | 1er      | Lancer du disque | 61,18 m     |

### Records
| Épreuve          | Performance | Lieu         | Date          |
| ---------------- | ----------- | ------------ | ------------- |
| Lancer du disque | 61,72 m     | Shijiazhuang | 25 avril 1990 |